# Special Olympics Amerikanische Jungferninseln
Special Olympics Amerikanische Jungferninseln (englisch: Special Olympics United States Virgin Islands) ist der Verband von Special Olympics International auf den Amerikanischen Jungferninseln. Special Olympics ist die weltweit größte Sportbewegung für Menschen mit geistiger Beeinträchtigung und Mehrfachbeeinträchtigung. Ihr Ziel ist die sportliche Förderung dieser Personengruppe und die Sensibilisierung der Gesellschaft für sie. Außerdem betreut der Verband die Athletinnen und Athleten der Amerikanischen Jungferninseln bei den Special Olympics Wettbewerben.

## Geschichte
Special Olympics Amerikanische Jungferninseln wurde in den späten 1970er Jahren gegründet.

## Aktivitäten
2017 waren 235 Athletinnen, Athleten und Unified Partner sowie 60 Trainer bei dem Verband registriert.
Er nahm 2019 an den Programmen Law Enforcement Torch Run (LETR), Athlete Leadership, Healthy Athletes, Young Athletes und Unified Sports teil, die von Special Olympics International ins Leben gerufen worden waren.

### Sportarten
Folgende Sportarten wurden 2019 vom Verband angeboten:
- Basketball (Special Olympics)
- Boccia (Special Olympics)
- Bowling (Special Olympics)
- Fußball (Special Olympics)
- Kraftdreikampf (Special Olympics)
- Leichtathletik (Special Olympics)
- Schwimmen (Special Olympics)
- Tennis (Special Olympics)

### 2020
• 2011 Special Olympics World Summer Games, Athen (Athletinnen und Athleten)
• 2015 Special Olympics World Summer Games, Los Angeles, USA (15 Athletinnen und Athleten)